# Circuito da Boavista
Koordináták: é. sz. 41,1736°, ny. h. 8,6851°41.173600°N 8.685100°W

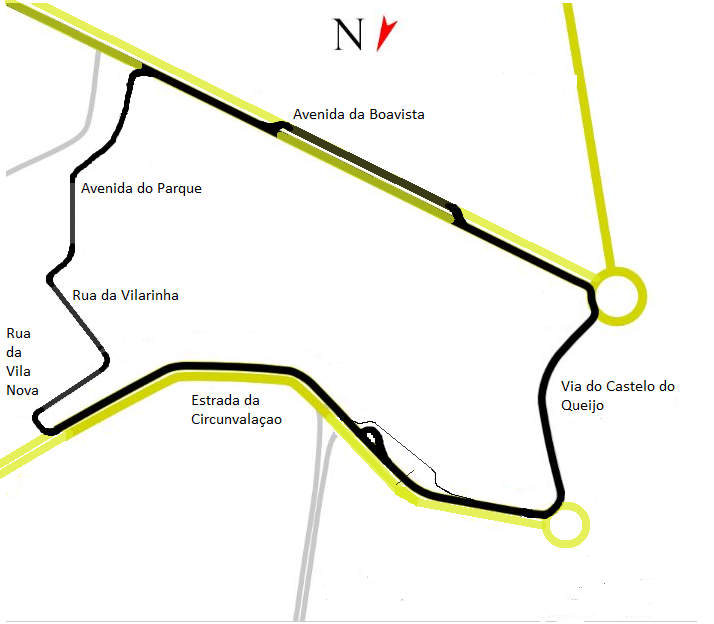
Circuit Boavista

A Circuit da Boavista egy Portóban található utcai versenypálya Portugáliában. 1958-ban és 1960-ban rendeztek itt Formula–1-es futamot.

## 1958
Az időmérőt Stirling Moss nyerte Mike Hawthorn és Stuart Lewis-Evans előtt. A versenyen is ilyen sorrendben futottak be. A leggyorsabb kört Hawthorn futotta, az ideje 2:32,37 másodperc volt, 175,003 km/h átlagsebességgel.

## 1960
Az időmérőn John Surtees villogott, Dan Gurney a második, Jack Brabham a harmadik helyre szorult. A versenyen Surtees kiesett, Jack Brabham így megnyerte a futamot a 6. helyről rajtoló Bruce McLaren és a 8.-ról rajtoló Jim Clark előtt. A verseny leggyorsabb körét Surtees futotta.

## 2005
2005-ben a pályát lerövidítették, biztonságosabbá tették, majd az FIA 2007-ben ide hozta a túraautó-világbajnokságot. Azóta minden páratlan évben a pálya rendezi a portugál futamot.